# Dému
 Dému  (en occitano Demierdú) es una población y comuna francesa, ubicada en la región de Mediodía-Pirineos, departamento de Gers, en el distrito de Condom y cantón de Eauze.

## Demografía
| 456 | 403 | 372 | 314 | 325 | 339 |
| Para los censos de 1962 a 1999 la población legal corresponde a la población sin duplicidades (Fuente: INSEE [Consultar]) |     |     |     |     |     |